# Diocèse de Chalan Kanoa
 (mai 2021).
Si vous disposez d'ouvrages ou d'articles de référence ou si vous connaissez des sites web de qualité traitant du thème abordé ici, merci de compléter l'article en donnant les références utiles à sa vérifiabilité et en les liant à la section « Notes et références ».
Le diocèse de Chalan Kanoa (en latin : Dioecesis Vialembensis) est un diocèse de l'église catholique suffragant de l'archidiocèse d'Agaña et situé dans les îles Mariannes du Nord sur Saipan.
Chalan Kanoa est le nom du village de Saipan où se situe la cathédrale du diocèse, la cathédrale de Notre-Dame-du-Mont-Carmel.
Ayant initialement fait partie du diocèse de Cebu puis de la mission sui juris des Carolines occidentales et enfin du vicariat apostolique des îles Carolines, il est séparé de Guam en 1984 pour être érigé en diocèse suffragant d'Agaña.

## Histoire
La première juridiction autonome sur les îles Mariannes du Nord a été une préfecture apostolique des îles Mariannes érigée le 17 septembre 1902 avec le bref papal Quae mari sinico de pape Léon XIII, la retirant  du diocèse de Cebu. Cette décision est confirmée par le pape Pie X avec le bref Inter insulas du 1er octobre 1906. Cette préfecture apostolique comprenait Guam qui était devenue américaine depuis 1898 et les îles Mariannes du Nord vendues par l'Espagne à l'Allemagne en 1899.
Le 1er mars 1911, avec deux nouveaux brefs de Pie X, la préfecture apostolique est supprimée de facto : Guam devient un vicariat apostolique indépendant (bref Ex hac quam divinitus) ; les autres îles sont rattachées à la préfecture apostolique des îles Carolines et Mariannes, devenue ensuite le diocèse des îles Carolines (bref Quae Catholico nomini).
Le 4 juillet 1946, le territoire des îles Mariannes du Nord est rattaché au vicariat de Guam, devenu diocèse en 1965, puis archidiocèse en 1984. Le 8 novembre 1984 avec la bulle Properamus Nos du pape Jean-Paul II, les îles Mariannes du Nord retrouvent leur autonomie, le diocèse de Chalan Kanoa étant érigé comme suffragant de l'archidiocèse d'Agaña.